# Минералоид
Минералоид (коллоидный минерал) — природное твёрдое вещество (метамиктное, стекловатое, полимерное, гелевое, высокодисперсное), приблизительно однородное по химическому составу и физическим свойствам, образующееся так же, как минералы.
Подобны минералам, но не проявляют кристалличность, видимую при рентгеноструктурном анализе (рентгеноаморфные). Это могут быть неорганические и органические образования (органические минералоиды).

## История
М. В. Ломоносов обратил внимание на «клеевидные минералы», ввёл понятия о стекловидных (вулканических) и смоляных (янтарь) минералах.

Сии находятся несравненно в меньшем числе нежели вышеписанные породы, по большей части в их полостях и скважинах, и не могут инако почесться как загустелым соком, которой собрался из гор в помянутые полости, и принял на себя цвет металлических частей, которыми сама содержащая их гора изобилует. Сие рождение камней свойственно назваться может сгущением.
По традиции в число минеральных видов включались и некоторые природные неструктурированные и аморфные продукты, например, янтарь, гагат, жемчуг, вевелит, опал, битумы и прочие.
В 1909 году термин минералоид был впервые предложен Н. Недзведским по отношению к аморфным минералам. В 1917 году А. Роджерс предложил применять его для обозначения минералоподобных веществ.
В середине XX века под термином «минералоид» (дословно — почти минерал, или похожий на минерал) понимали коллоидные минералы, а термин считался малоупотребимым.
В 1940-х — 1950-х годах И. Д. Седлецкий написал ряд статей о коллоидно-дисперсных минералах.
С развитием методов изучения структуры в минералоидах была обнаружена надмолекулярная структура вещества.

## Описание
Минералоиды обладают химическим составом и структурой, которые выходят за рамки общепринятых диапазонов для определённых минералов.
Известные минералоиды:
- Янтарь (сукцинит) — некристаллическая структура, органический
- Хлорофаит[9]
- Девейлит — смесь серпентина и талька или стевенсита[10]
- Эбонит — вулканизированный натуральный или синтетический каучук (органический); не имеет кристаллической структуры
- Гагат — некристаллический, органический (очень компактный уголь). Образуется из гниющей древесины под сильным давлением.
- Лешательерит — почти чистое кварцевое стекло
- Лимонит — смесь оксидов и гидроксидов железа
- Обсидиан — вулканическое стекло с некристаллической структурой, богатое кварцем

- Опал — некристаллический гидратированный диоксид кремния, диоксид кремния (рассматривается как минерал по IMA / CNMNC)
- Палагонит[9]
- Жемчуг — органического происхождения, часто рассматривается как минерал из-за присутствия кристаллов карбоната кальция в его структуре. Его кристаллы связаны органическим материалом.
- Нефть — органика
- Пиробитум — аморфная ископаемая нефть (некристаллическая, органическая)
- Сидеромелан — вулканическое стекло, богатое железом, бедное кварцем стекло[9]
- Шунгит — чёрный, блестящий, более 98 мас.% углерода
- Тектиты — метеоритное стекло, обогащённое кремнезёмом
- Молдавит
- Ливийское стекло
- Дарвиново стекло